# Eclipse lunar de 8 de agosto de 1998
| Eclipse Lunar Penumbral 8 de agosto de 1998 | Eclipse Lunar Penumbral 8 de agosto de 1998 |
| --- | ------------------------------------------- |
| A Lua cruza a extremidade norte da zona de penumbra da Terra, de oeste para leste (da direita para a esquerda), com apenas o trecho sul do disco lunar coberto pela penumbra, deixando o eclipse imperceptível. |                                             |
| Gamma | +1,4875                                     |
| Saros (e membro) | 109 (72 de 73)                              |
| Sequência de eclipses lunares |                                             |
| Anterior | 13 de março de 1998                         |
| Próximo | 6 de setembro de 1998                       |
| Duração (hr:mn:sc) |                                             |
| Penumbral | 1:36:25                                     |
| Fases e Horários do Eclipse (UTC) |                                             |
| P1 | 1:36:50                                     |
| Máximo | 2:24:53                                     |
| P4 | 3:13:15                                     |

O eclipse lunar de 8 de agosto de 1998 foi um eclipse penumbral, o segundo de três eclipses penumbrais do ano. Teve magnitude penumbral de 0,1206 e umbral de -0,8637. Teve duração total de cerca de 96 minutos.
A Lua cruzou a extremidade norte da penumbra da Terra, em nodo ascendente, dentro da constelação de Capricórnio, próximo da fronteira com a constelação de Aquário.
A zona penumbral da Terra cobriu uma pequena parte no sul do disco lunar, que passou pela extremidade da região. Dessa maneira, o eclipse se tornou praticamente imperceptível a olho nu, com quase nenhuma mudança visual na superfície, somente com um pouco de perda do brilho no trecho sul lunar, alcançada pela penumbra terrestre, enquanto todo o restante da Lua estava fora da área eclipsada.

## Série Saros
Eclipse pertencente ao ciclo lunar Saros de série 109, sendo este de número 72, penúltimo da série, totalizando 73 eclipses. O eclipse anterior foi o eclipse penumbral de 27 de julho de 1980, e o próximo será com o eclipse penumbral de 18 de agosto de 2016, o último desta série.

## Visibilidade
Foi visível sobre o Atlântico, Américas Central e do Sul, África, Europa, em quase toda a Antártida e América do Norte.
| Região do planeta onde o eclipse foi visível durante o máximo da totalidade - 2:25 UTC. A região do litoral do Nordeste brasileiro, no Oceano Atlântico obteve a melhor observação do meio do eclipse, de onde foi visível à meia-noite. |
| Mapa de visibilidade do eclipse |